# フラット・フィールド・オペレーションズ
フラット・フィールド・オペレーションズ（英語: Flat Field Operations Co., Ltd）は、大阪府泉大津市に本社を置く、飲食店やホテルなどの運営を行う企業。スーパー銭湯など温浴施設に併設されるレストランの運営などのフードビジネス、ホテルや料理旅館の運営を手がけている。
拠点である関西から中部、関東方面に多くの店舗を持つ。
そのほか、和歌山県日高郡日高川町から町施設の広域指定管理業務を受託するとともに、和歌山県の「企業の森」事業を活用して、森林保全事業「感謝の森」を行う。また、大阪府岸和田市から岸和田城二の丸広場観光交流センターの管理業務を受託する。

## 沿革
- 1977年（昭和52年） 5月 - 初の店舗としてうどん店「本家さぬきや」藤井寺店をオープン。以降、店舗を順次拡大。
- 1984年（昭和59年）10月 - 株式会社本家さぬきやを設立。
- 2002年（平成14年）11月 - 初の温浴施設併設型店舗をオープン。以降、同型の店舗を順次拡大。
- 2007年（平成19年）3月 - 京都府京都市東山区に料理旅館をオープン。
- 2010年（平成22年）7月 - 大阪府泉大津市でシティホテルの運営受託を開始。
- 2014年（平成26年）7月 - 兵庫県豊岡市城崎町（城崎温泉）に温泉料理旅館「翠山荘」をオープン。
- 2016年（平成28年）4月 - 株式会社フラット・フィールド・オペレーションズに商号変更。
- 2019年（平成31年）4月1日 - 阪急阪神レストランズより阪急電鉄の駅ナカで運営する「阪急そば」を子会社の株式会社平野屋が譲受、店名を「若菜そば」へ変更。

## グループ企業
- 株式会社平野屋 - 阪急電鉄駅ナカ「若菜そば」
- 株式会社マルフードサービス - 旅行業・不動産業
- はやぶさ国際観光バス株式会社 - 貸切バス事業
- 株式会社フラット・フィールド・ロジ - 運送業
- 港タクシー株式会社 - タクシー事業
- 株式会社フラット･フィールド・タウン - バスターミナル運営事業
- 秀英産業株式会社 - アパレル事業
- 株式会社西萩 - 製麺業
- ホテルクリーンサポート株式会社 - 清掃業・不動産業
- 株式会社 Renaissance du Japon - 不動産業
- 株式会社遊心 - 不動産業
- 株式会社クリフフィールド - 不動産業
- 株式会社イシンオペレーションズ - 不動産業
- 株式会社紀州パドマ - 葬祭業